# Школа от Нанси
Школата от Нанси е ранна сугестивно ориентирана школа на психотерапията от Амброаз Лиебо, последовател на теорията на Абе Фария, основана в град Нанси, Франция през 1866 г.
Града се свързва с школата от Нанси като антагонист на парижката школа, която е фокусирана върху хистерично-центрирано хипнотично изследване на Жан Шарко в болницата „Салпетриера“ в Париж.

## Сугестивни практики
Амброаз Лиебо произнася редица от внушения с монотонен, но проникващ тон относно здравето, храносмилането, кръвообращението, кашлицата на субекта и други.
Първоначално скептичен към теориите, методите и клиничните резултати на Лиебо, френския невролог Иполит Бернхайм, в края на краищата се присъединява към Либо и те извършват по-нататъшни клинични и други изследвания. За 20 години те лекуват над 30 000 пациенти използвайки внушения под хипноза.

## Влияние
Хора от цяла Европа идват, за да изучават техните методи и да учат при тях (в числото на студентите им се включват Емил Куе и Зигмунд Фройд).